# Березай (Торжоцький район)
Березай (рос. Березай) — присілок в Торжоцькому районі Тверської області Російської Федерації.
Населення становить 30 осіб. Входить до складу муніципального утворення Будовське сільське поселення.

## Історія
Від 2005 року входить до складу муніципального утворення Будовське сільське поселення.

## Населення
| 2010 |
| ---- |
| 30   |